# Dominikus Saku
Dominikus Saku, né le 3 avril 1960 à Taikas, est l'actuel évêque du diocèse d'Atambua, suffragant de l'archidiocèse de Kupang en Indonésie.

## Biographie
Après avoir fait partie du petit séminaire diocésain, et suivi des études philosophiques et théologiques au séminaire "St.Peter" de Ritapiret à Maumere, il est ordonné prêtre le 29 septembre 1992. De 1992 à 1995, il est assistant au séminaire propédeutique de saint Damien, à Atambua. De 1995 à 1999, il suit des études de licence en philosophie à l’Université pontificale urbanienne et devient à partir de 1999 professeur de philosophie au séminaire de Kupang et à l’Université Catholique "Widya Mandira", Kupang. Depuis 2001, il est responsable de la discipline au séminaire de Kupang  et est devenu vicaire paroissial à Baun et assistant dans la Cathédrale de Kupan. Le pape Benoît XVI l'a nommé évêque d'Atambua le 2 juin 2007, pour succéder à Anton Pain Ratu, SVD démissionnaire selon le droit. Il a été ordonné évêque le 21 septembre 2007 par son prédécesseur assisté de l'archevêque de Kupang, Peter Turang et de l'évêque de Weetebula, Gerulfus Kherubim Pareira, S.V.D.

## Le diocèse
Le diocèse d'Atambua, suffragant de l'archidiocèse de Kupang, a été érigé en 1961. Il s'étend sur 5 177 km2. En 2021, on comptait 553 792 catholiques sur les 660 000 habitants. Pour 66 paroisses, il dispose de 207 prêtres (159 diocésains et 48 religieux) ; on dénombre aussi 210 religieuses et 112 religieux.